# Congresso di Tutti i Progressisti
Il Congresso di Tutti i Progressisti (in inglese: All Progressives Congress, APC) è un partito politico progressista fondato in Nigeria nel 2013.
Si è affermato a seguito della confluenza di tre distinti soggetti politici:
- Congresso d'Azione della Nigeria (Action Congress of Nigeria - ACN);
- Congresso per il Cambiamento Progressista (Congress for Progressive Change - CPC);
- Partito del Popolo di Tutta la Nigeria (All Nigeria Peoples Party - ANPP).

Alla nuova formazione ha aderito anche una parte della Grande Alleanza di Tutti i Progressisti (All Progressives Grand Alliance - APGA).
Il partito è guidato da John Odigie Oyegun e dispone di 172 seggi su 360 alla Camera dei Rappresentanti (i tre partiti fondatori disponevano complessivamente di 135 seggi all'esito delle elezioni parlamentari del 2011).

## Elezioni presidenziali
| Anno | Candidato        | Voti       | %     | Esito  |
| ---- | ---------------- | ---------- | ----- | ------ |
| 2015 | Muhammadu Buhari | 15 424 921 | 53,96 | Eletto |
| 2019 | Muhammadu Buhari | 15 191 847 | 55,60 | Eletto |

## Elezioni parlamentari
| Elezione | Elezione | Seggi     |
| -------- | -------- | --------- |
| 2015     | Camera   | 225 / 360 |
| 2015     | Senato   | 60 / 109  |
| 2019     | Camera   | 216 / 360 |
| 2019     | Senato   | 64 / 109  |